# Abel Pacheco de la Espriella
Abel Pacheco de la Espriella (San José, 22 de diciembre de 1933) es un médico, psiquiatra, comerciante, personaje televisivo y escritor costarricense. Fue el 44.º presidente de la República de Costa Rica por el Partido Unidad Social Cristiana, durante el periodo 2002-2006.

## Biografía
Nació en San José, el 22 de diciembre de 1933. Hijo de Abel Pacheco Tinoco, agricultor bananero y Marta de la Espriella Díaz-Granados, hermano de Daniel, Rita, María, Carlos y Claudio. Casó en primeras nupcias con Elsa María Muñoz Batha y en segundas con Leila Rodríguez Stahl. Tiene seis hijos: Abel, Elsa, Yolanda, Sergio, Valeria y Fabián. Cursó sus estudios en la Escuela Buenaventura Corrales y en el Colegio Los Ángeles. Se graduó de médico en la Universidad Nacional Autónoma de México, posee una especialidad de Psiquiatría de la Universidad de Luisiana. En su juventud fue seguidor del Dr. Rafael Calderón Guardia, e incluso participó en 1955 en el intento de invasión de las fuerzas calderonistas derrotadas durante la guerra civil de 1948.
Fue director del Hospital Nacional Psiquiátrico, (1973-1976), lugar donde había trabajado durante 16 años y en donde logró revolucionar la psiquiatría costarricense otorgándole una visión más moderna que reivindicara la imagen del enfermo mental. Desarrolló durante su gestión programas de responsabilidad social corporativa que permitieron a los pacientes internos emplearse y obtener así ingresos mientras se encontraban bajo tratamiento para poder seguir sosteniendo a su familia.
Durante muchos años empezando en el año 1976, fue muy popular entre la población debido a que conducía un microprograma televisivo, llamado "Comentarios con el Dr. Abel Pacheco", que estuvo al aire hasta el año 2001 cuando empieza su carrera por la presidencia, también tuvo otros programas como "Ayer y hoy en la historia" y "Leyendas y tradiciones nacionales".
Durante los años 1980 se desempeñó con éxito como comerciante de ropa. Abrió una tienda en el centro de San José llamada El palacio del pantalón, recordada por sus llamativos comerciales televisivos de la "moda furris". Pacheco atendió personalmente este negocio hasta 1994 cuando decidió incursionar en la arena política.

Cuando don Miguel Ángel (Rodríguez) me pidió que me metiera de presidente del partido y de diputado, ahí todo cambió, porque el que quiera tienda que la atienda."

Desde el 22 de agosto de 2014 es miembro honorífico de la Academia Costarricense de la Lengua.

## Vida política
En 1994 entra en la vida política buscando un puesto en el Poder Ejecutivo, cuando se postula como Primer Vicepresidente, en la papeleta encabezada por Miguel Ángel Rodríguez, siendo derrotado por José María Figueres.
En 1998 fue elegido diputado para la Asamblea Legislativa. Debido al rechazo de la población por algunas políticas de la administración Rodríguez (1998-2002) como el popularmente conocido "Combo ICE" que buscaba la apertura de mercado eléctrico y de telecomunicaciones,[cita requerida] y habiendo sido una conocida figura, por su participación en la televisión, surge como el candidato con más amplio apoyo de las mayorías.
Así, Pacheco fue llamado el «político del pueblo» puesto que su perfil no correspondía al perfil del político tradicional, sino que lanzó una campaña más personal, donde él era el representante del típico costarricense, humilde y bonachón, tanto que su lema de campaña fue Vote por usted.
Debido a sus problemas de salud, así como a su edad, se creó incertidumbre sobre su nombramiento como candidato por el gobernante Partido Unidad Social Cristiana, además de que para ese momento quien estaba liderando las encuestas era el opositor Rolando Araya Monge del Partido Liberación Nacional.
Sin embargo, logró ganar apoyo, bajo el lema "La hora del abrazo", donde se apartó de la política tradicional, inclusive hasta del apoyo de su propio partido, para comenzar una campaña que lo llevó a ganar las elecciones el 3 de febrero de 2002, con un margen del 38,6%, a la postre insuficiente, ya que para ser elegido presidente, la ley costarricense exige un 40% como mínimo.
En algo sin precedentes en la «Nueva República» (después de la Revolución del 48), las elecciones se fueron a una segunda ronda, ganando con un contundente 58% sobre el segundo lugar Rolando Araya.

## Tras su presidencia
Pacheco le dio la adhesión al candidato del Partido Acción Ciudadana Luis Guillermo Solís para la segunda ronda de las elecciones presidenciales de 2014 y le ofreció el apoyo del «abelismo» e incluso apareció en su publicidad. En 2017 le da su apoyo a Rafael Ortiz en busca  a ganar la candidatura del PUSC rumbo a las elecciones de 2018. Tras la derrota de Ortiz en la Convención , Pacheco se mantiene en el Partido y no tuvo problema en darle la adhesión al candidato de su partido, Rodolfo Piza, incluso saliendo en su  publicidad televisiva.

## Libros escritos
- Paso de tropa
- Una muchacha
- El Hijo de árbol
- La tolvanera
- Cuentos de la Meseta Central
- Cuentos del Pacífico
- Gente sin ancla
- De la Selva a la Embajada
- Más abajo de la piel (libro de relatos cortos, premiado en 1972 con el reconocimiento Aquileo J. Echeverría).